# Octodad: Dadliest Catch
Octodad: Dadliest Catch è un videogioco d'avventura del 2014, sviluppato e pubblicato da Young Horses. È il seguito del gioco freeware Octodad, pubblicato originariamente nel 2010. Il gioco consiste nel controllare il protagonista Octodad mentre porta a termine delle tipiche faccende di un padre di periferia, ma complicate dal fatto che si tratta di un polpo sotto mentite spoglie.

## Trama
Ambientato dopo gli eventi del gioco originale, Dadliest Catch presenta Octodad mentre svolge dei tipici compiti di casa, va a fare la spesa e accompagna la sua famiglia in una visita all'acquario locale su richiesta di sua moglie Scarlet, con suo grande dispiacere. Deve trascorrere del tempo con sua moglie e i suoi figli senza destare i sospetti degli altri umani, incluso il malvagio chef Fujimoto, che conosce il segreto di Octodad e cerca continuamente di smascherarlo e cucinarlo. Una serie di flashback spiega anche come Octodad originariamente assunse un'identità umana, incontrò Scarlet e alla fine la sposò. Alla fine, lo chef Fujimoto getta Octodad in una vasca di squali e rapisce la sua famiglia, cercando di convincerli che Octodad è un polpo. Octodad fugge e si presenta senza il suo travestimento, rivelando la verità alla sua famiglia, anche se sua figlia Stacy ammette di averlo saputo per tutto il tempo. Fujimoto cerca di uccidere Octodad, ma viene impossibilitato da Octodad e dalla sua famiglia. Octodad, tuttavia, perdona Fujimoto e fanno ammenda. La famiglia si riunisce, con Tommy e Scarlet che guardano verso un futuro pieno di speranza grazie alla rivelazione di Octodad.
I titoli di coda vengono riprodotti sullo schermo di un cinema, con il giocatore che ha libero sfogo sui popcorn e sui posti a sedere del teatro; qui si sente Fujimoto dire "Il libro era migliore!" prima di uscire dal posto. Sono stati distribuiti successivamente due capitoli bonus con il nome Octodad Shorts. Questi includono un flashback che racconta il primo appuntamento di Octodad e Scarlet e una storia che Tommy e Stacy stanno inventando su Octodad che lavora in un ospedale come infermiere, facendo riferimento al videogioco Surgeon Simulator.

## Sviluppo
L'originale Octodad è stato sviluppato da un team di studenti di game design dell'Università DePaul come attività extracurriculare. Dopo il raggiungimento della laurea nel 2011, otto dei diciotto membri del team originale hanno deciso di sviluppare un seguito come progetto commerciale e, insieme a un nuovo membro esterno, hanno formato la società Young Horses. I membri del team studentesco originale che non si unirono a Young Horses firmarono i diritti su Octodad in cambio di azioni della società e di una quota delle royalty del sequel. Young Horses ha lanciato quindi una campagna di crowdfunding su Kickstarter per finanziare un sequel, originariamente intitolato Octodad 2. La loro campagna ha avuto successo e hanno raccolto 24.320 dollari nell'agosto 2011. Sei membri del team hanno vissuto e lavorato insieme in un appartamento condiviso; ciò ha reso la collaborazione più efficace rispetto a quella di un team virtuale, tuttavia le frustrazioni dovute ai limiti di spazio hanno portato il team a trasferirsi in due appartamenti vicini. Sebbene la campagna Kickstarter originale mirasse a pubblicare il gioco nel 2012, questo non è stato pubblicato fino a gennaio 2014, con il nome Octodad: Dadliest Catch. La durata di sviluppo del gioco è stata di 2 anni e 7 mesi. Ulteriori contenuti scaricabili gratuitamente, intitolati Octodad Shorts, sono stati distribuiti il 14 ottobre 2014.
Un port del videogioco per PlayStation Vita è stato pubblicato il 26 maggio 2015, completato principalmente dalla Sickhead Games. Un altro porting del gioco per Wii U è stato distribuito nell'ottobre 2015, con Panic Button che ha contribuito al porting. I port per iOS e Android con nuovi controlli basati sul touch sono stati pubblicati rispettivamente a ottobre e novembre 2015. Un port per Nintendo Switch è stato pubblicato il 9 novembre 2017.